# オッツェロ
オッツェロ（伊: Ozzero）は、イタリア共和国ロンバルディア州ミラノ県にある、人口約1,400人の基礎自治体（コムーネ）。

## 地理

### 位置・広がり

#### 隣接コムーネ
隣接するコムーネは以下の通り。
- アッビアテグラッソ
- モリモンド

### 地震分類
イタリアの地震リスク階級 (it) では、4 に分類される
。

## 行政

### 分離集落
オッツェロには、以下の分離集落（フラツィオーネ）がある。
- Bugo, Cascina Barzizza, Cascina Caginola, Cascina Garibolda, Cascina Guzzafame, Cascina Santa Maria, Cascina Sega, Molino Trinchera, Santa Maria del Bosco, Soria Nuova, Soria Vecchia